# Митаги
Митаги́ — село в Дербентском районе Республики Дагестан. Образует муниципальное образование «село Митаги» со статусом сельского поселения, как единственный населённый пункт в его составе. Центр одноимённого сельсовета с 1921 года.

## География
Расположено на склоне горы Джалган, в 18 км к юго-западу от города Дербент.

## Население
| 1895 | 1926 | 1939 | 1970 | 1989 | 2002 | 2010 |
| ---- | ---- | ---- | ---- | ---- | ---- | ---- |
| 781  | ↘551 | ↗665 | ↘529 | ↘414 | ↗549 | ↗651 |
| 2012 | 2013 | 2014 | 2015 | 2016 | 2017 | 2018 |
| ↗657 | ↗662 | ↗668 | ↘661 | ↗667 | ↗677 | ↘671 |
| 2019 | 2020 | 2021 | 2023 | 2024 | 2025 |      |
| →671 | →671 | ↘643 | ↗670 | ↗687 | ↗692 |      |

Национальный состав
По результатам Всероссийской переписи населения 2021 года:
| Народ         | Численность, чел. | Доля от всего населения, % |
| ------------- | ----------------- | -------------------------- |
| азербайджанцы | 637               | 99,07 %                    |
| другие        | 6                 | 0,93 %                     |
| всего         | 643               | 100 %                      |

Жители села — таты.
По статистическим сборникам второй половины XIX века (за 1869 и 1895 года) в селе жили люди, говорящие на языке татъ.

## Хозяйство и народные промыслы
В прошлом были развиты ковроделия и мареноводства.
Ныне в селе в основном развиты виноградарство, ковроделие, садоводство и животноводство.

## Известные уроженцы
- Сиражутдин Нурмагомедов (1925—2005) — лауреат Государственной премии СССР.